# Liste des cavités naturelles les plus longues de Suisse

Suisse.

La liste des cavités naturelles les plus longues de Suisse recense sous la forme d'un tableau, les cavités souterraines naturelles connues, dont le développement est supérieur ou égal à dix mille mètres.
La communauté spéléologique considère qu'une cavité souterraine naturelle n'existe vraiment qu'à partir du moment où elle est « inventée » c'est-à-dire découverte (ou redécouverte), inventoriée, topographiée et publiée. Bien sûr, la réalité physique d'une cavité naturelle est la plupart du temps bien antérieure à sa découverte par l'homme ; cependant tant qu'elle n'est pas explorée, mesurée et révélée, la cavité naturelle n'appartient pas au domaine de la connaissance partagée.
La liste spéléométrique des plus longues cavités naturelles de Suisse (≥ 10 000 m) est  actualisée fin 2024.
La plus longue cavité répertoriée en Suisse dépasse les 200 kilomètres de développement ; il s'agit du Hölloch (cf. ligne 1 du tableau ci-dessous).

## Répartition géographique
| \| Berne Genève Zurich Lucerne Zoug Fribourg Bâle Schaffhouse Saint-Gall Coire Sion Lugano Lausanne Neuchâtel Montreux Winterthour \| Répartition géographique des cavités naturelles de la Suisse. |
| Berne Genève Zurich Lucerne Zoug Fribourg Bâle Schaffhouse Saint-Gall Coire Sion Lugano Lausanne Neuchâtel Montreux Winterthour                                                                     |

## Cavités suisses de développement supérieur ou égal à10 000 mètres
19 cavités sont recensées au 31-03-2024.
| Réf. | Cavités                                                        | Cantons | Districts / Communes Massifs                                       | Coordonnées (WGS 84)                       | Dével. (en mètres) | Déniv. (en mètres) | Sources ou références                                                                        | Mises à jour |
| ---- | -------------------------------------------------------------- | ------- | ------------------------------------------------------------------ | ------------------------------------------ | ------------------ | ------------------ | -------------------------------------------------------------------------------------------- | ------------ |
| 1    | Hölloch                                                        | Schwytz | Schwytz / Muotathal Alpes                                          | 46° 58′ 35″ N, 8° 47′ 19″ E                | +212 171, m        | +1 033, m          | AGH, cavelist.naeff.ch & P.-Y. Jeannin                                                       | 2025-01      |
| 2    | Siebenhengste-Hohgant-Höhle                                    | Berne   | Interlaken-Oberhasli / Eriz, Beatenberg et Habkern Alpes bernoises | 46° 47′ 02″ N, 7° 54′ 04″ E                | +164 500, m        | +1 340, m          | sghbern.ch,, Philipp Häuselmann,                                                             | 2018-03      |
| 3    | Barenschacht                                                   | Berne   | Interlaken-Oberhasli / Beatenberg Alpes bernoises                  | 46° 42′ 59″ N, 7° 48′ 45″ E                | +86 026, m         | +0979, m           | cavelist.naeff.ch & Philipp Häuselmann                                                       | 2019-03      |
| 4    | Silberensystem (de)                                            | Schwytz | Schwytz / Muotathal Alpes                                          | 46° 59′ 00″ N, 8° 53′ 00″ E                | +39 144, m         | +0895, m           | AGH                                                                                          | 2025-01      |
| 5    | Grottes aux Fées de Vallorbe                                   | Vaud    | Jura-Nord vaudois / Vallorbe Massif du Jura                        | 46° 41′ 53″ N, 6° 20′ 44″ E                | +34 119, m         | +0227, m           | La Côte, cavelist.naeff.ch & speleo-lausanne.ch                                              | 2022-03      |
| 6    | Bettenhöhle (de)                                               | Obwald  | Kerns Alpes                                                        | 46° 47′ 17,5″ N, 8° 17′ 22,9″ E            | +30 022, m         | +0804, m           | cavelist.naeff.ch & neko.ch                                                                  | 2016-01      |
| 7    | Muschelloch                                                    | Schwytz | Schwytz / Muotathal Alpes                                          | 46° 59′ 13″ N, 8° 52′ 38″ E                | +23 357, m         | +0449, m           | AGH                                                                                          | 2025-01      |
| 8    | Schrattenhöhle (de)                                            | Obwald  | Kerns Alpes                                                        | 46° 46′ 47,9″ N, 8° 17′ 20″ E              | +19 725, m         | +0573, m           | cavelist.naeff.ch                                                                            | 2011-06      |
| 9    | Gouffre K2                                                     | Berne   | Interlaken-Oberhasli / Habkern Alpes bernoises                     | 46° 47′ 08″ N, 7° 52′ 43″ E                | +14 274, m         | +0741, m           | cavelist.naeff.ch                                                                            | 2010-02      |
| 10   | BAL-P13                                                        | Schwytz | Schwytz / Muotathal Alpes                                          | 46° 57′ 11″ N, 8° 53′ 58″ E                | +13 718, m         | +0390, m           | AGH                                                                                          | 2025-01      |
| 11   | Twärenensystem                                                 | Schwytz | Schwytz / Muotathal Alpes                                          | 46° 59′ 12,9″ N, 8° 53′ 29,2″ E            | +13 204, m         | +0232, m           | speleo-lausanne.ch & AGH                                                                     | 2022-03      |
| 12   | Gütschtobelhöhle                                               | Schwytz | Schwytz / Muotathal Alpes                                          | 46° 58′ 42″ N, 8° 42′ 37″ E                | +13 096, m         | +0629, m           | cavelist.naeff.ch & sgh-lenzburg.ch                                                          | 2000-00      |
| 13   | Neuenburgerhöhle                                               | Lucerne | Entlebuch / Flühli Alpes                                           | 46° 48′ 58″ N, 7° 57′ 58″ E                | +12 270, m         | +0215, m           | cavelist.naeff.ch & Actes du 13e Congrès national de Spéléologie, 2012 & Stalactite n°2-2010 | 2011-02      |
| 14   | Grottes de Saint-Béat                                          | Berne   | Interlaken-Oberhasli / Beatenberg Alpes bernoises                  | 46° 41′ 05″ N, 7° 46′ 56″ E                | +12 015, m         | +0353, m           | cavelist.naeff.ch & Philipp Häuselmann                                                       | 2011-03      |
| 15   | Chli Mälchtalhöhle                                             | Schwytz | Schwytz / Muotathal Alpes                                          | 46° 58′ 30″ N, 8° 52′ 53″ E                | +11 406, m         | +0391, m           | AGH                                                                                          | 2025-01      |
| 16   | A2, Loubenegg                                                  | Berne   | Interlaken-Oberhasli / Beatenberg Alpes bernoises                  | 46° 44′ 37″ N, 7° 48′ 54″ E approximatives | +11 148, m         | +0687, m           | cavelist.naeff.ch                                                                            | 2018-02      |
| 17   | Système de Fallenfluh (Lauiloch (de), Dreckiges Paradies (de)) | Schwytz | Schwytz / Muotathal Alpes                                          | 46° 59′ 30″ N, 8° 42′ 50″ E                | +10 985, m         | +0464, m           | cavelist.naeff.ch                                                                            | 2018-03      |
| 18   | Grotte de Milandre (de)                                        | Jura    | Porrentruy / Boncourt Jura                                         | 47° 29′ 06″ N, 7° 00′ 58″ E                | +10 520, m         | +0135, m           | cavelist.naeff.ch & Luc Braillard                                                            | 2000-00      |
| 19   | Lachenstockhöhle (de)                                          | Schwytz | March / Innerthal Alpes                                            | 47° 04′ 11″ N, 8° 57′ 21″ E approximatives | +10 413, m         | +0267, m           | cavelist.naeff.ch                                                                            | 2018-12      |